# Vlonderpad

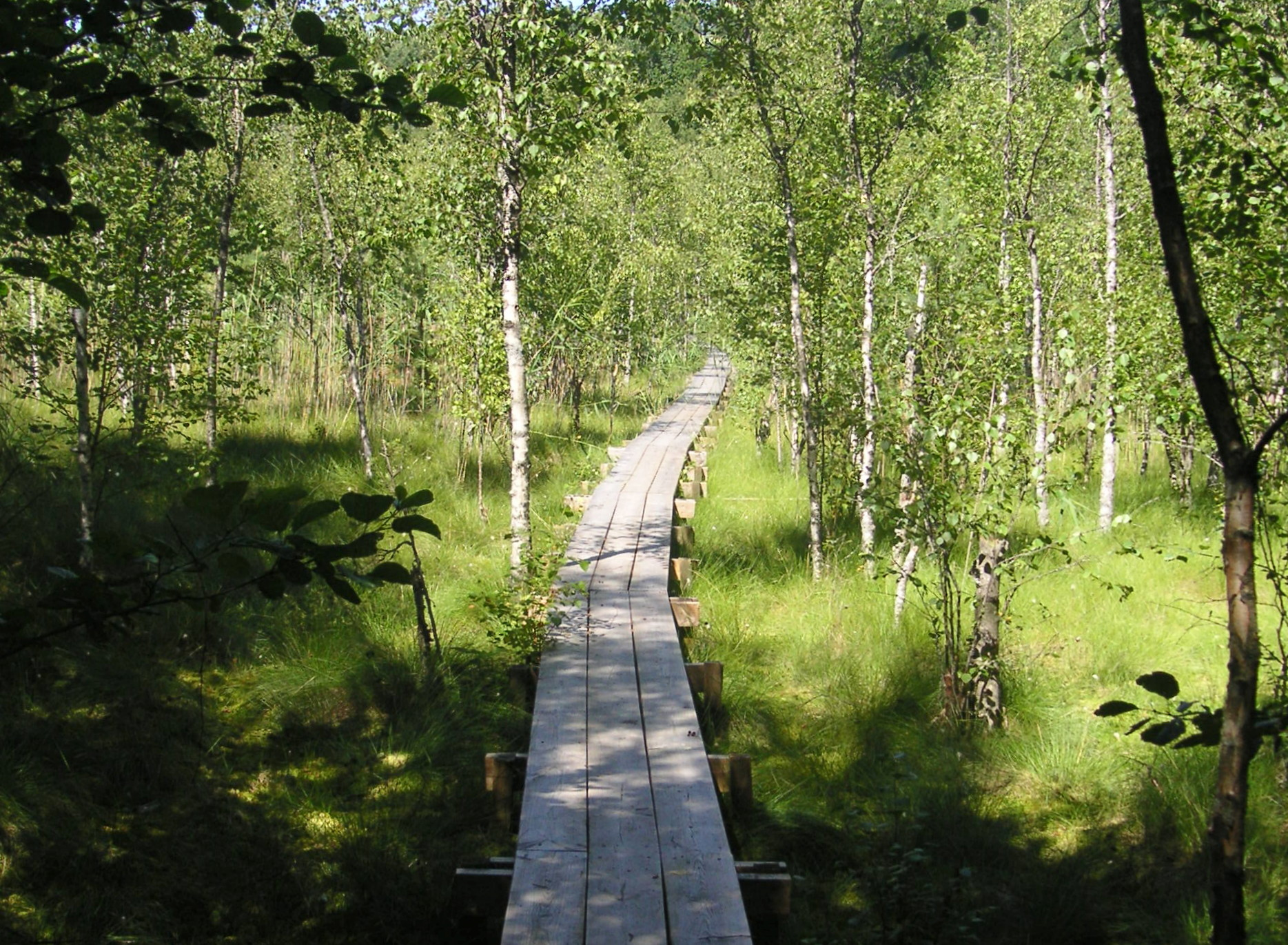
Een vlonderpad in Zweden, met planken in de lengterichting

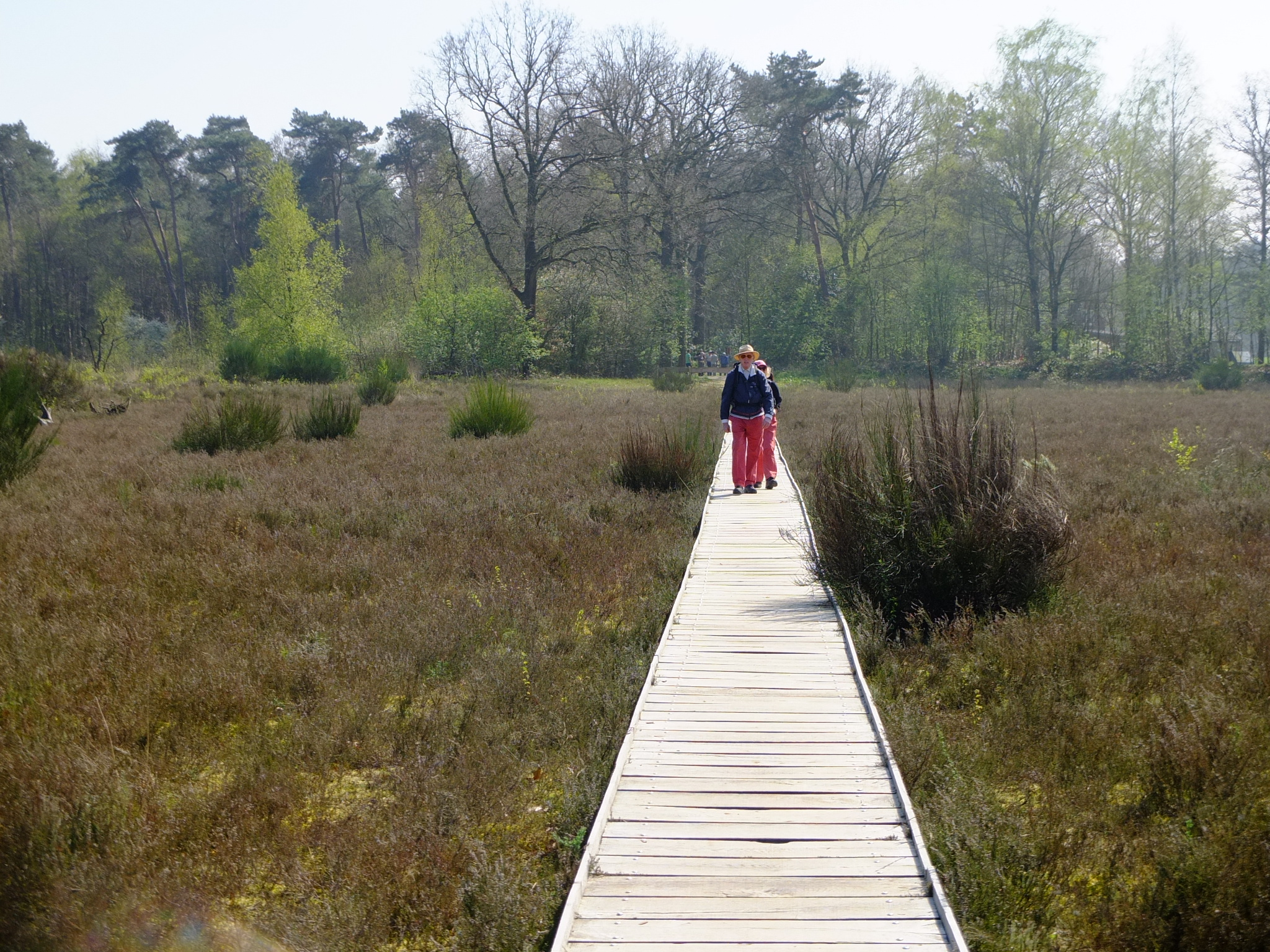
Een vlonderpad in de Galderse Heide, met latten overdwars

Een vlonderpad, in Vlaanderen en Duitsland soms ook plankenweg of vondelpad genoemd, is een (vaak) verhoogd wandelpad of verhoogde weg, bestaande uit op elkaar aansluitende planken. Deze zijn meestal gemaakt van hout, maar kunststof en metaal worden ook toegepast. 
Vlonderpaden worden meestal aangelegd om wandelaars door drassig of kwetsbaar gebied te leiden. Langs stranden ligt vaak een vlonderpad, waardoor het lopen makkelijker gaat en strandgasten zich over het strand verspreiden in plaats van zich vlak bij de duinslagen te verzamelen. Doordat zo'n vlonderpad verhoogd ligt zal het niet gauw onder het zand komen.
Vlonderpaden bestonden al in het neolithicum. Een zeer oud vlonderpad is het 'Sweet Track' in een moerasgebied in Somerset, gebouwd ongeveer 3800 voor Christus.
Een knuppelpad onderscheidt zich doordat het oppervlak daarvan niet plat is doordat er geen planken maar kleine boomstammen, dikke boomtakken of houten palen voor worden gebruikt.

## Etymologie
Het woord vlonder komt waarschijnlijk van het oudere woord vonder (slootplank, smal bruggetje) door overname van vl- uit vloer. Een vlonder is een eenvoudige (vaak) houten constructie die in de grond verankerd zit, en die direct contact met de ondergrond moet voorkomen.